# Клінтон Тауншип (Нью-Джерсі)
Клінтон Тауншип (англ. Clinton Township) — селище (англ. township) в США, в окрузі Гантердон штату Нью-Джерсі. Населення — 13 505 осіб (2020).

## Демографія
Згідно з переписом 2010 року, у селищі мешкало 13 478 осіб у 4568 домогосподарствах у складі 3446 родин. Було 4737 помешкань
Расовий склад населення:
| - 86,4 % — білих - 6,0 % — чорних або афроамериканців - 3,9 % — азіатів - 0,2 % — корінних американців - 1,8 % — осіб інших рас |

До двох чи більше рас належало 1,6 %. Частка іспаномовних становила 5,6 % від усіх жителів.
За віковим діапазоном населення розподілялося таким чином: 24,1 % — особи молодші 18 років, 65,2 % — особи у віці 18—64 років, 10,7 % — особи у віці 65 років та старші. Медіана віку мешканця становила 40,9 року. На 100 осіб жіночої статі у селищі припадало 116,2 чоловіків;  на 100 жінок у віці від 18 років та старших — 121,3 чоловіків також старших 18 років.
Середній дохід на одне домашнє господарство  становив 140 836 доларів США (медіана — 123 147), а середній дохід на одну сім'ю — 161 911 долар (медіана — 141 824). Медіана доходів становила 96 134 долари для чоловіків та 69 679 доларів для жінок. За межею бідності перебувало 2,8 % осіб, у тому числі 2,7 % дітей у віці до 18 років та 4,8 % осіб у віці 65 років та старших.
Цивільне працевлаштоване населення становило 6124 особи. Основні галузі зайнятості: освіта, охорона здоров'я та соціальна допомога — 21,1 %, науковці, спеціалісти, менеджери — 16,7 %, виробництво — 12,5 %, роздрібна торгівля — 11,2 %.